# Siège de Cetatea Neamțului
Guerre turco-moldaves
Le siège de Cetatea Neamțului en 1476 fut un évènement important dans l'histoire de la Moldavie. Cetatea Neamțului (la forteresse de Neamț) était une forteresse dont on dit qu'elle a été construite au XIIIe siècle par les Chevaliers Teutoniques pour la défense contre les incursions des Tatars.

## Contexte
En 1476, après avoir battu les armées de la Moldavie à la bataille de Valea Albă, le sultan de l'Empire ottoman Mehmet II (Mehmed) força le voïvode de Moldavie Étienne III le Grand (Ștefan cel Mare) à se retirer dans Cetatea Neamțului. Selon la légende, la mère de Ștefan refusa de le laisser entrer dans la forteresse, et lui conseilla plutôt de se diriger vers le nord, vers ce qui est actuellement la Bucovine, et de rassembler son armée.

## Déroulement
Alors que Ștefan était en Bucovine pour rassembler ses forces, Mehmet II fit le siège de Cetatea Neamțului. Il positionna ses canons sur une colline avoisinante, et commença à bombarder la forteresse, en causant beaucoup de dommages. La garnison moldave était sur le point de se rendre, lorsqu'un prisonnier saxon, gardé dans le donjon, eut l'idée d'utiliser les canons contre la position des Ottomans sur la colline. Son idée fut aussitôt mise en pratique, et bientôt le camp des Turcs fut bombardé, forçant Mehmed à quitter la place. Cet évènement est rapporté dans la chronique de Ion Neculce.

## Siège de Cetatea Neamțului par Jean III Sobieski
Une autre histoire (qui est probablement une légende) raconte que, pendant le règne de Constantin Cantemir en Moldavie, c'est-à-dire à la fin du XVIIe siècle - début du XVIIIe, sur leur chemin de retour après avoir pillé la Moldavie, l'armée forte de 20 000 hommes du roi de Pologne, Jean III Sobieski, traversa Cetatea Neamțului, qui était défendue par moins de 20 hommes. Les Polonais attaquèrent la forteresse, ils croyaient qu'elle contenait quelques provisions. Après quelques jours de siège, la petite garnison moldave se rend. Le roi, voyant alors la détermination des moldaves qui étaient en tel sous-nombre, mais qui s'étaient défendus vaillamment, leur permit de quitter sains et saufs la forteresse.
Bien que de nombreux historiens contestent l'authenticité de ce siège légendaire, celui-ci garde une place importante dans la conscience roumaine du XIXe siècle, et trouve une version populaire dans la nouvelle de Costache Negruzzi appelée Sobieski și românii (Sobieski et les Roumains : le titre parle de lui-même). 